# Baabar
Baabar (mong. Баабар, prawdziwe imię i nazwisko: Bat-Erdenijn Batbajar, Бат-Эрдэнийн Батбаяр; urodzony w Cecerlegu, w ajmaku północnochangajskim w 1954) – mongolski pisarz i polityk.

## Edukacja
- 1972 Ukończył liceum w Ułan Bator
- 1972–1973 Uczestniczył w kursie przygotowawczym na Państwowym Uniwersytecie Mongolskim
- 1973–1980 Studiował na Uniwersytecie Jagiellońskim i następnie w Państwowym Uniwersytecie Mongolskim, który ukończył w roku 1981 na specjalizacji biochemia.
- 1987–1989 Studiował na Uniwersytecie Moskiewskim.
- 1990 Stypendium w Imperial College London.

## Kariera
W latach 1981–1991 Baabar pracował w Mikrobiologicznym Centrum Badań i Produkcji. W latach 1990–1994 był liderem Mongolskiej Partii Socjaldemokratycznej.
W 1996 został wybrany do mongolskiego parlamentu. W roku 1998 został ministrem finansów.
Po przegranych wyborach w 2004 roku, pracował jako doradca ds. polityki zagranicznej w latach 2004–2005.
Od 2006 prowadzi Wydawnictwo Nepko.

## Publikacje
- Buu Mart. Martval Sonono, 1989
- XX peeys Bkyukl, 1996, Ulaanbaatar (wyd. w j. mongolskim); History of Mongolia (1999, wyd. The White Horse Press), polskie wydanie: Dzieje Mongolii, 2005. Wyd. Dialog, 1-543 str. ISBN 83-89899-26-4.
- Altan Gurvalzhin